# Kalsdonk
Kalsdonk is de naam van een wijk en voormalige buurtschap in Roosendaal. Ze ligt ten noordoosten van het centrum van deze stad. De naam 'Kalsdonk' is een verbastering van het woord 'Kalfsdonk'. In 2024 telt deze wijk 4.105 inwoners.
De wijk is vernoemd naar de vroeger op deze plaats gelegen buurtschap Kalsdonk, die een van de drie buurtschappen is die aan de wortels van Roosendaal liggen. De buurtschap werd voor het eerst genoemd in 1266.
In 1947 werden er door de architect M.F. (Marius) Duintjer (1908-1983) 127 woningen aan de Marconistraat en de Voltastraat ontworpen. Deze woningen werden in 1949 gebouwd. De overige woningen werden onder meer gebouwd naar ontwerp van Evers en Sarlemijn. Veel woningen zijn ontworpen door de Dienst Publieke Werken en door het architectentandem F.B. en L.F.A.M. Sturm.
Kalsdonk is een van de eerste wijken die buiten het huidige centrum van Roosendaal zijn gebouwd, waar vanouds veel fabrieksarbeiders woonden. Vanaf de 18e eeuw ontstonden er bierbrouwerijen, kant- en linnenweverijen en leerlooierijen. Begin 19e eeuw stond er ook een korenmolen. De Stijfselfabriek Roosendaal (1870) was in deze wijk gelegen. Aldus ontstond een volkswijk waarin tegenwoordig vergrijzing en verarming grote problemen vormden. De oplossing hiervoor werd deels gezocht in sloop en vervanging door duurdere koopwoningen, die het merendeel van de bewoners zich echter niet konden veroorloven, zodat zij waren gedwongen om te verhuizen.